# 池田町図書館 (岐阜県)
池田町図書館（いけだちょうとしょかん）は、岐阜県揖斐郡池田町六之井1541-1にある公共図書館。
2020年度（令和2年度）末の蔵書点数は216,681点であり、新型コロナウイルス感染症の世界的流行にともなう臨時休館などの影響を受けた2020年度の貸出点数は183,211点だった。2020年度（令和2年度）末時点の池田町の人口は23,496人であり、住民1人あたり貸出冊数は7.8冊である。
2019年度（令和元年度）の貸出点数は246,144点であり、住民1人あたり貸出冊数は10.51冊だった。図書館設置町村平均の5.36冊を大きく上回り、11.17冊のハートピア安八図書館（安八郡安八町）に次いで岐阜県第2位だった。

## 特色
建物のすぐ東側を養老鉄道養老線が通っており、最寄駅は北池野駅である。建物の西側には養老鉄道と平行して国道417号が通っている。北には池田町役場や池田町中央公民館がある。

### 幼児読書支援
1996年（平成8年）から図書案職員やボランティアらが紙芝居を披露するおはなしの会を開催している。1997年（平成9年）から、池田町に5園ある公立保育園の4歳・5歳児を対象として、月2回程度送迎バスを運行する園児送迎図書館バス運行事業を実施している。2001年（平成13年）から、池田町保健センターで0歳児を対象とする読み聞かせや絵本の選び方案内を実施している。

### 資料収集方針
1996年（平成8年）4月に策定した池田町図書館資料収集要綱によると、絵本や児童書を積極的に収集しており、古墳などの考古学、福祉関係図書を重点的に収集している。郷土資料・行政資料の収集方針として、池田町在住者・出身者や池田町の団体・機関・企業の著作物の完全収集、池田町に関する著作物の完全収集、池田町行政資料の完全収集、岐阜県に関する著作物の網羅的な収集を掲げている。
2003年度（平成15年度）の図書購入費は3070万円だったが、これは人口規模で池田町を大きく上回る大垣市の大垣市立図書館とほぼ同額だった。

### 出版物
- ふるさと池田文庫[5]
  - 『池田よもやま話』池田町図書館、2000年
  - 『池田町園歌・校歌集』池田町図書館、2002年
  - 『岐阜県池田町わがまちをさぐる』池田町図書館、2003年
  - 『ふるさと池田めぐり』池田町図書館、2008年

- その他[5]
  - 『親子読書の手引き』池田町図書館、1997年
  - 『池田のしめ飾り』池田町図書館、2001年（VHS）
  - 『池田町合併関係記事集』池田町図書館、2001年
  - 『読み聞かせ手帳』池田町図書館、2016年
  - 『出あってほしい おすすめ絵本・児童書リスト240』池田町図書館、2016年

## 歴史
1996年（平成8年）以前の池田町には池田町中央公民館に公民館図書室があった。
1990年（平成2年）3月に策定された池田町第3次総合計画には図書館の建設が盛り込まれた。1992年（平成4年）11月には池田町物産センターの東側を図書館建設用地に決定し、同年12月には池田町図書館建設基本計画を策定、1993年（平成5年）の設計コンペで浦野設計を設計者に決定した。1994年（平成6年）11月19日に建物の起工式を行い、1995年（平成7年）11月30日に建物が完成、1996年（平成8年）2月23日に竣工式を行った。総事業費は10億5880万円。この間の1995年（平成7年）9月27日には図書館設置条例を制定している。
1996年（平成8年）4月20日、池田町図書館が開館した。開館時の蔵書数は約6万冊であり、購読雑誌は135誌。延床面積は2041m2であり、岐阜県の町村立図書館としては最大の規模だった。開館に際して岐阜県図書館の職員でありハートピア安八図書館（安八郡安八町）館長を務めた梶井芳景も関わっている。
1996年（平成8年）8月17日には図書案職員やボランティアらが紙芝居を披露するおはなしの会を初開催し、1997年（平成9年）2月1日には映画観賞会「図書丸名画座」を初開催した。2階の一般開架室の使用を開始したのは同年3月18日である。同年5月13日には公立保育園の4歳・5歳児を対象とする園児送迎バスの運行を開始した。
1998年（平成10年）1月21日には、クロード・モネ『印象・日の出』、フィンセント・ファン・ゴッホ『ひまわり』、レオナルド・ダ・ヴィンチ『モナ・リザ』、上村松園『春宵』などの複製絵画の貸出を開始した。岐阜県の公共図書館で複製絵画の貸出を行うのは伊自良村図書館（山県郡伊自良村）などに次いで4番目である。2000年（平成12年）10月24日には開館からの貸出点数が100万点に達した。2001年（平成13年）3月24日には初の出版物として、ふるさと池田文庫『池田よもやま話』を刊行した。同年10月24日には全国図書館大会で優秀図書館表彰を受けた。2006年（平成18年）4月23日には子どもの読書活動優秀実践図書館として文部科学大臣表彰を受けた。
2011年2月22日には開館からの総入館者数が200万人を超えた。2015年（平成27年）5月8日には国立国会図書館デジタル化資料送信サービス（国立国会図書館デジタルコレクション）を導入した。デジタル化資料の閲覧は大野町立図書館（揖斐郡大野町）に次いで岐阜県2番目であり、複写は岐阜県初の取り組みだった。2017年（平成29年）3月31日には池田町子どもの読書活動推進計画を策定した。
2020年（令和2年）以後には新型コロナウイルス感染症が世界的に流行したため、2020年（令和2年）4月7日から5月22日まで46日間にわたって臨時休館した。臨時休館中には予約資料の郵送貸出サービスを実施している。

## 施設
フロア案内
- 1階[8]

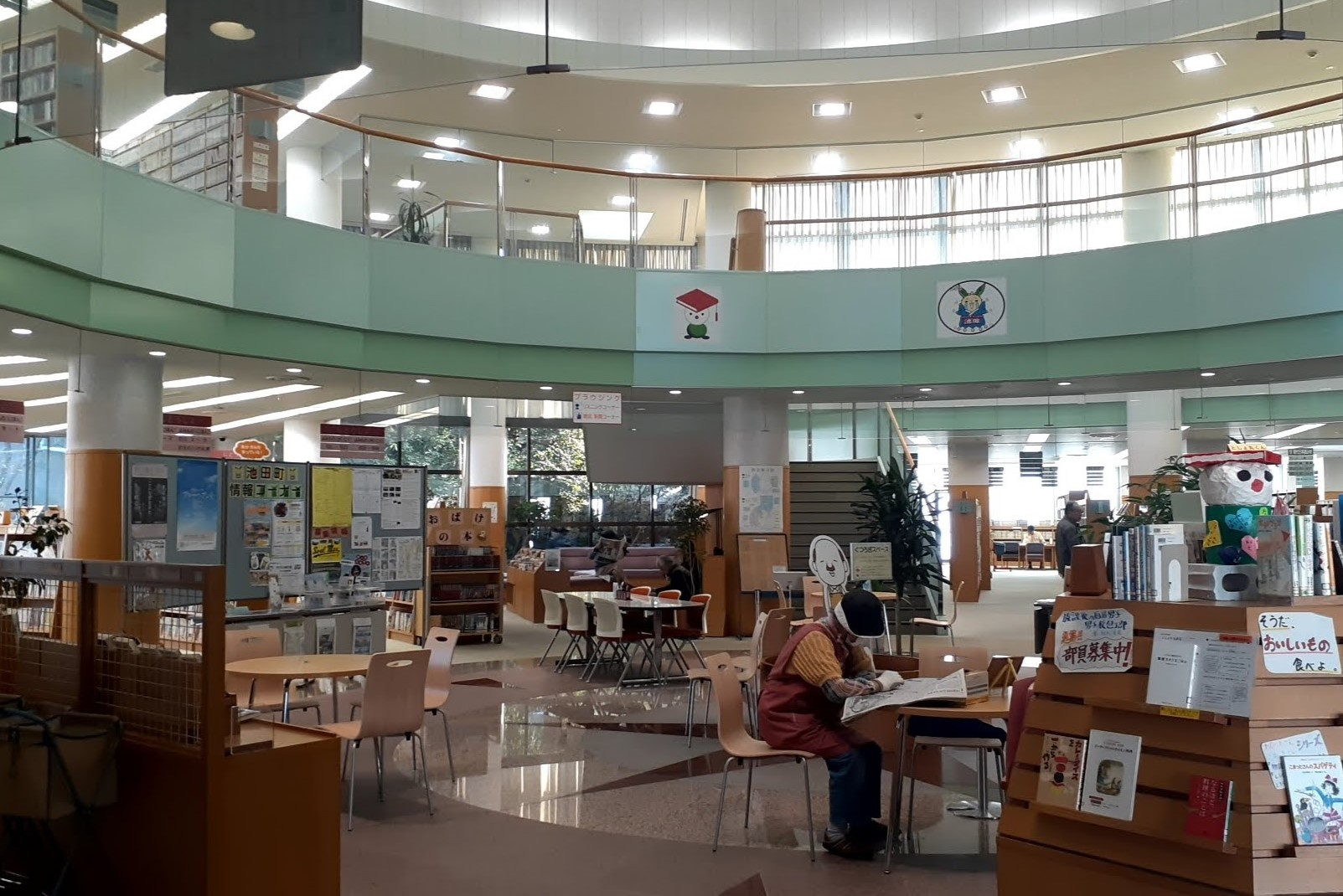
サーカスホール（吹き抜け）

  - 一般開架 - 収蔵能力5万冊。閲覧席12席、ソファ席28席。
  - 児童開架 - 収蔵能力3万冊。閲覧席28席、ソファ席3席。
  - おはなし室
  - ブラウジングコーナー - 雑誌約150誌、新聞約12紙。ソファ席24席。
  - AVコーナー - 3ブース5席。
  - 対面朗読室 - 閲覧席2席。
  - 授乳室 - ソファ席3席。
  - 閉架書庫 - 収蔵能力6万冊。
  - 事務室

- 2階[8]
  - 一般開架 - 収蔵能力6万冊。閲覧席34席、ソファ席22席。
  - 会議室

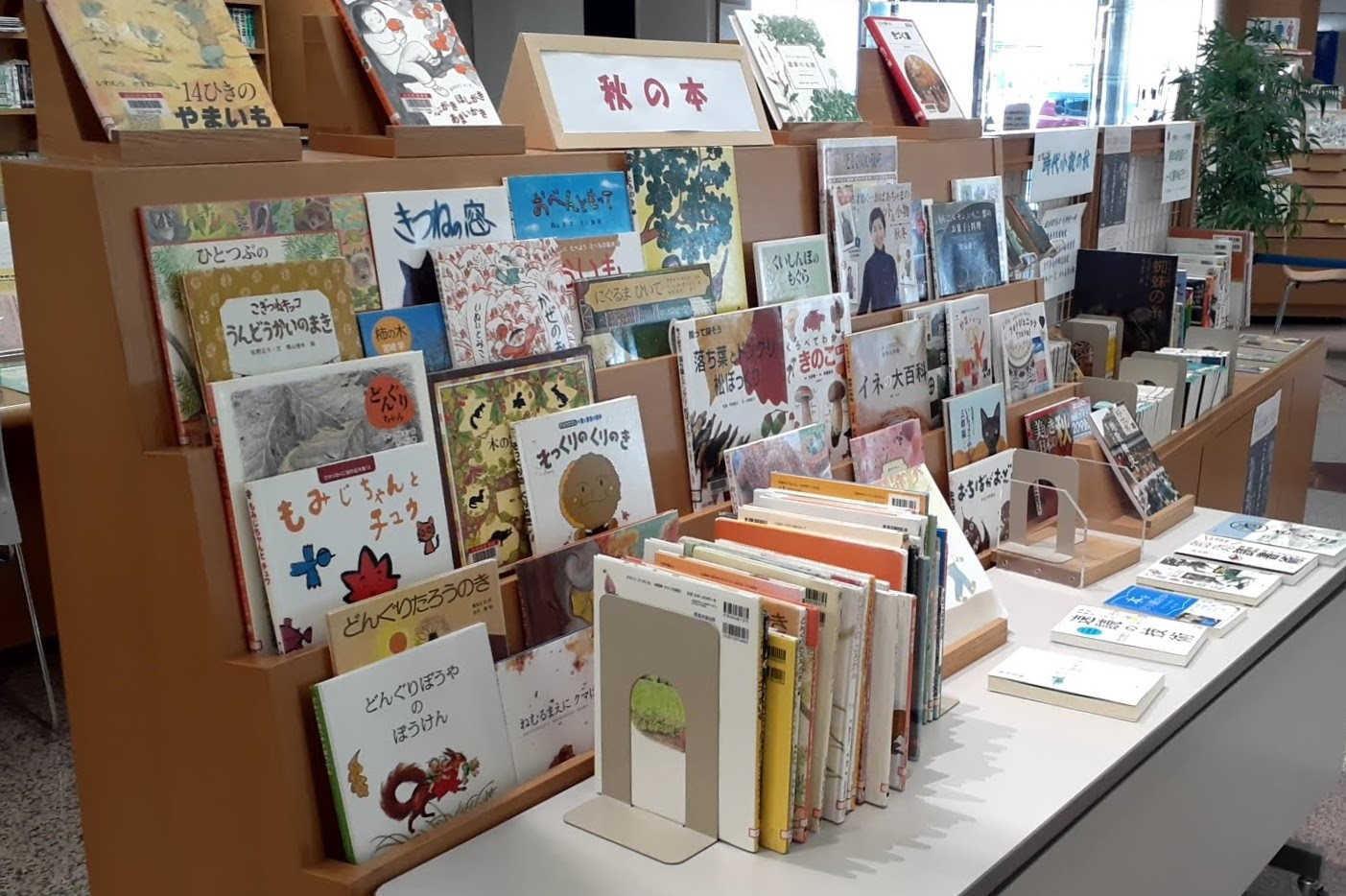
テーマ展示
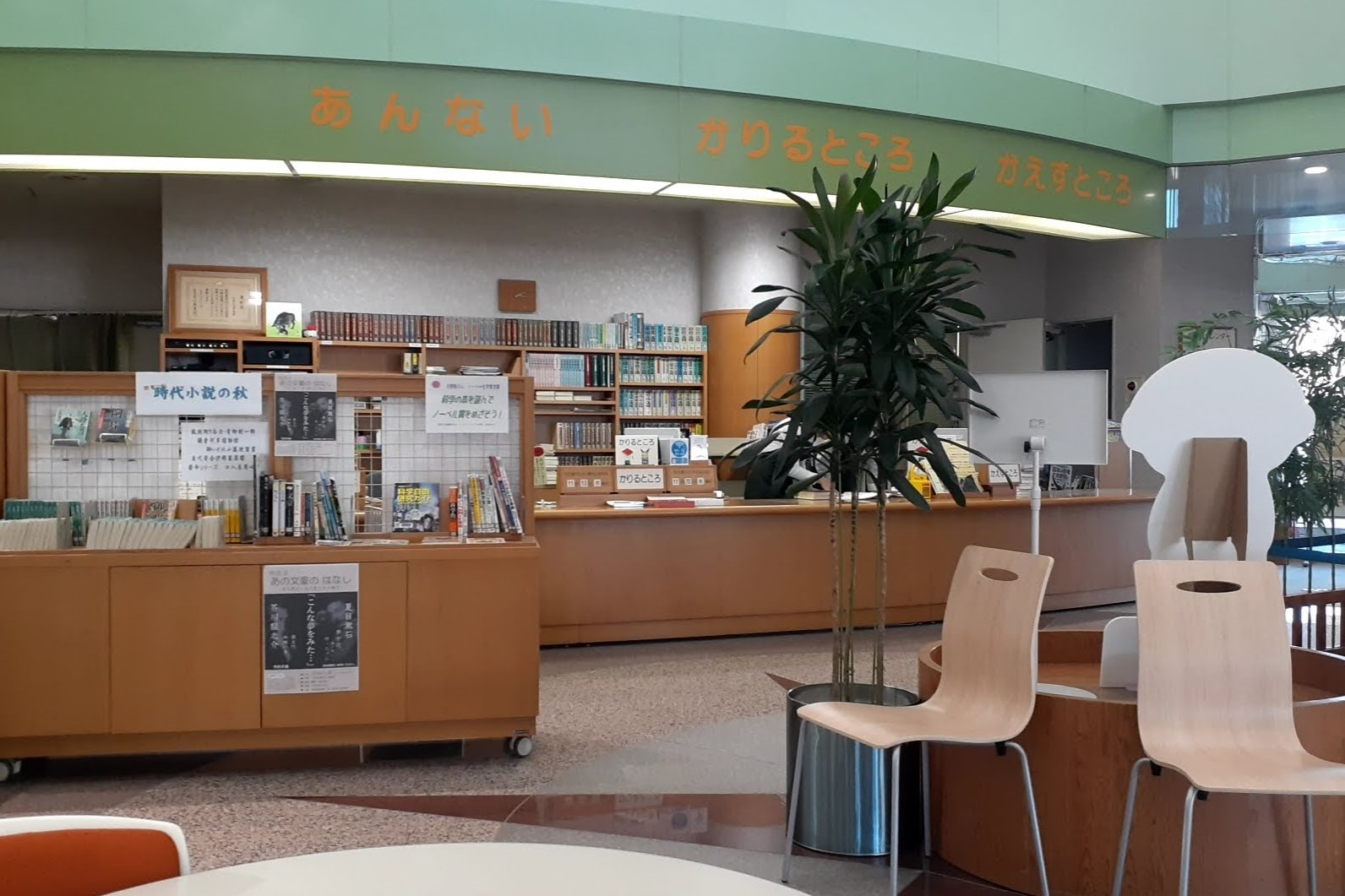
カウンター
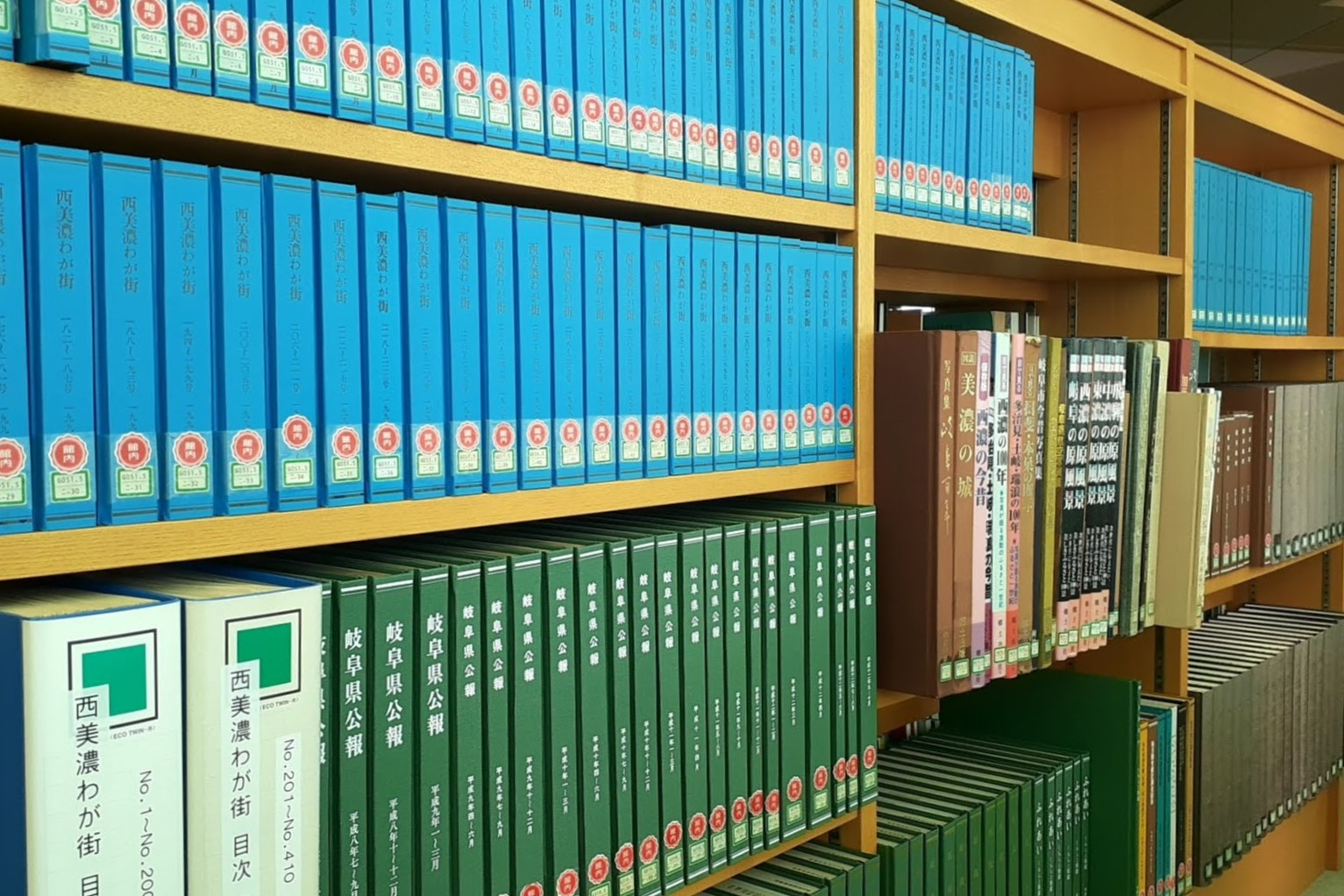
郷土資料
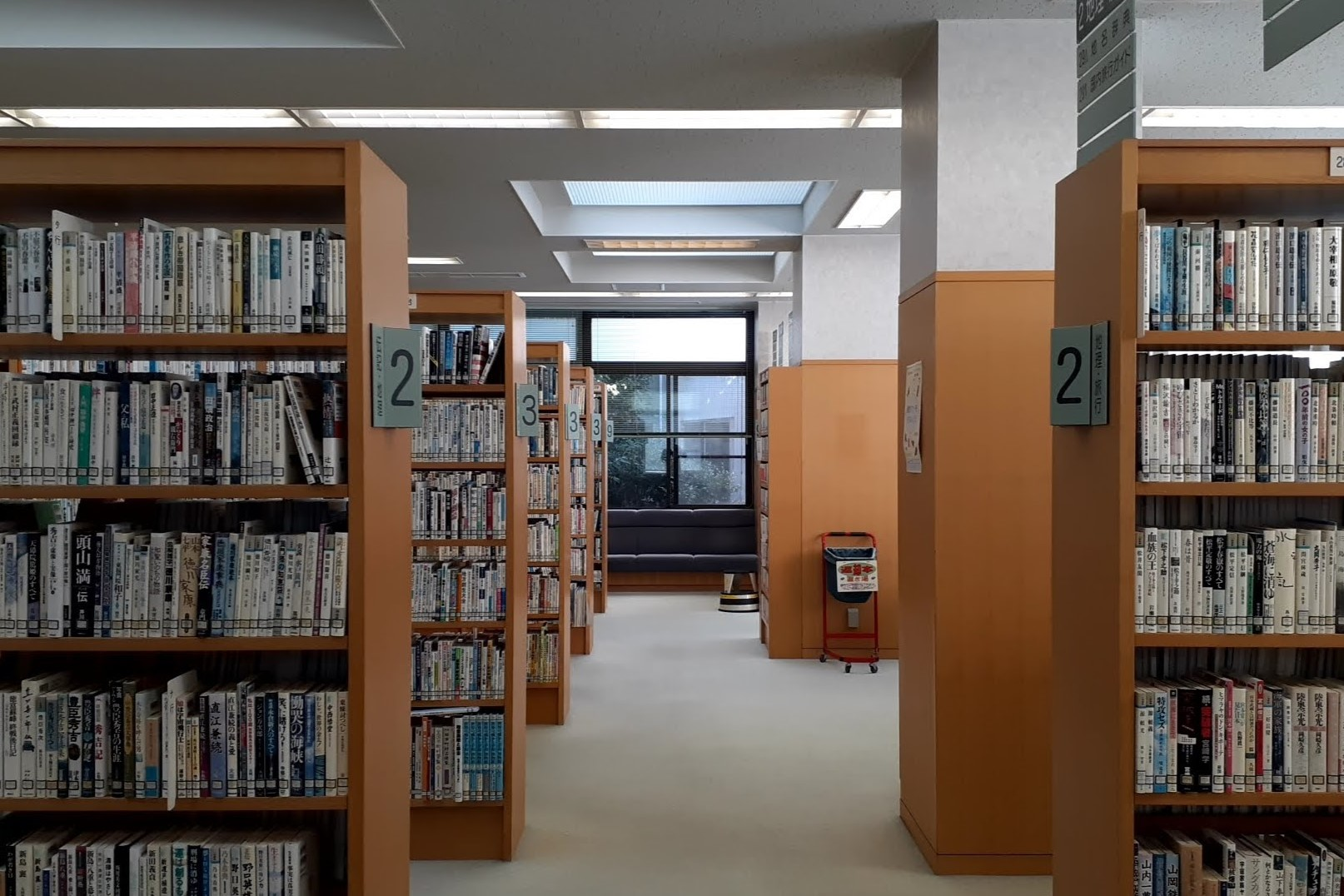
1階の一般開架
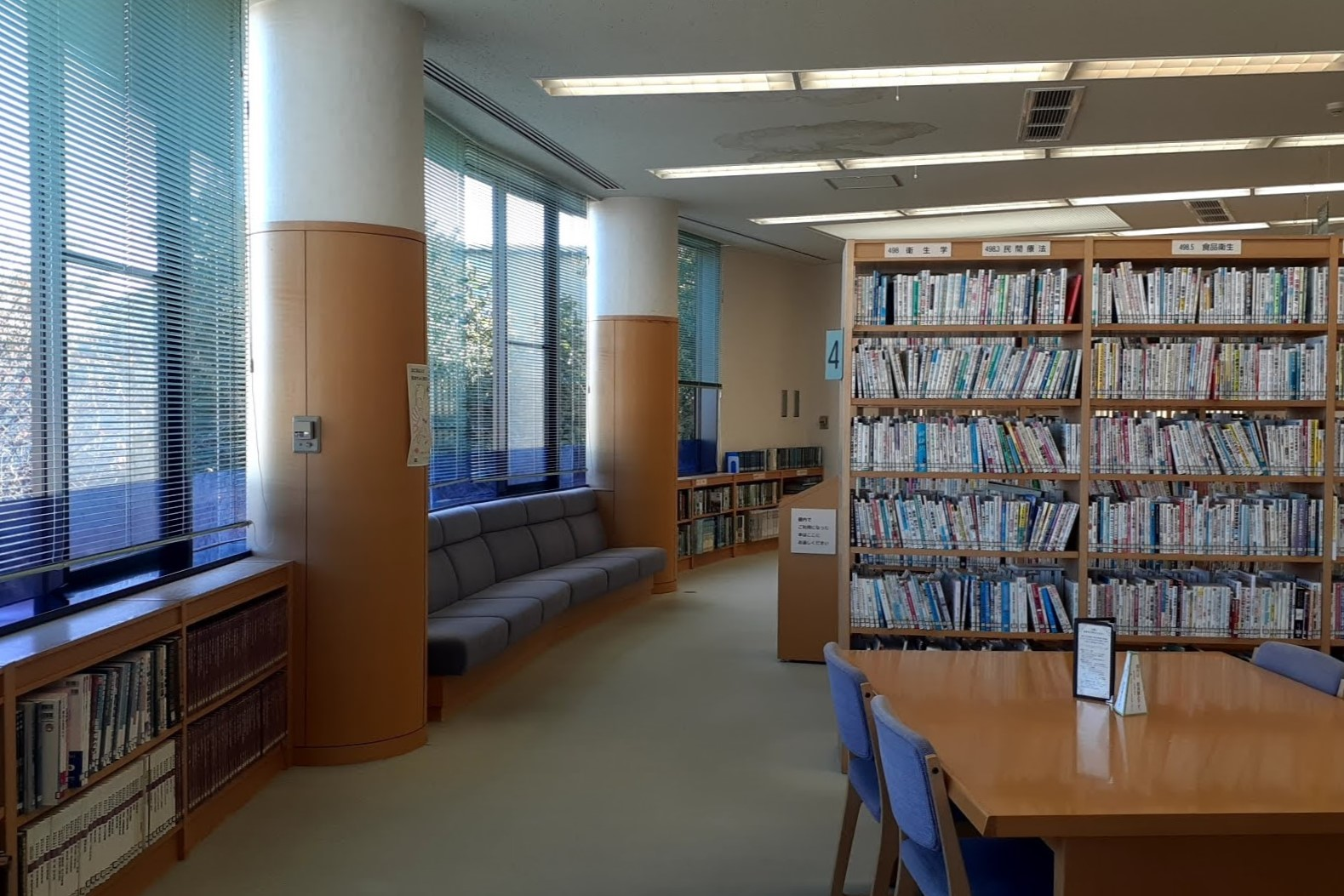
2階の一般開架